# Санвисенте, Ноэль
Ноэ́ль Санвисе́нте Бете́льми (исп. Noel Sanvicente Bethelmy; род. 21 декабря 1964, Сьюдад-Гуаяна, Боливар) — венесуэльский футболист и футбольный тренер. Выступал на позиции нападающего. Является самым успешным тренером в истории страны, завоевав восемь чемпионских титулов и один кубок с двумя разными командами.

## Карьера игрока

### Клубная карьера
На клубном уровне Санвисенте играл за «Минерос Гуаяна» (1980—1986), «Маритимо» (Каракас) (1986—1993) (выиграл 4 национальных чемпионата с этой командой), «Минервен Боливар» (1994—1996) (выиграл ещё 2 чемпионата) и, наконец, завершил свою карьеру в «Каракасе» в 1996 году из-за травмы колена.

### Международная карьера
На международном уровне Санвисенте сыграл за Венесуэлу 10 раз, без забитых мячей. Его международная карьера началась 3 июля 1989 года в первом раунде Кубка Америки 1989, в матче против Колумбии. Санвисенте отыграл 36 минут после выхода на замену во втором тайме. Он провёл 3 матча на этом Кубке Америки, в одном из них вышел в стартовом составе.

## Карьера тренера

### «Каракас»
Санвисенте начал тренерскую карьеру в «Каракасе» в 2002 году за 4 игры до окончания сезона 2001/2002. Он является самым успешным менеджером в истории «Каракаса», выиграв пять чемпионатов в сезонах 2002/03, 2003/04, 2005/06, 2006/07 и 2008/09. Он также привёл «Каракас» к лучшей в истории позиции в самом престижном клубном соревновании Южной Америки, Кубке Либертадорес, в 2009 году, где команда достигла четвертьфинала. Он также выиграл Кубок Венесуэлы в 2009 году. В 2010 году подал в отставку из-за неудовлетворительных результатов команды.

### «Ла Гуайра»
В сезоне 2010/11 Санвисенте возглавил «Реал ЭСППОР». Его новому клубу не хватило очка, чтобы стать чемпионом Клаусуры 2010 года, и он стал вторым в сводной таблице. Но в следующем сезоне из-за серии плохих результатов, связанных с проблемами с управлением клуба, 2 декабря 2011 решил уйти в отставку.

### «Самора»
В сезоне 2012/13 Санвисенте было предложено возглавить «Депортиво Тачира», но из-за соперничества между этим клубом и бывшей командой «Каракас» он отказался. В результате он подписал контракт с ФК «Самора», командой, которая не считалась в прессе способной выиграть этот сезон. Но, несмотря на все трудности, команда победила «Депортиво Ансоатеги» и выиграла титул. Следующий сезон Санвисенте снова привёл команду к славе, на этот раз победив свою бывшую команду «Минерос Гуаяна», став самым успешным тренером Венесуэлы.

### Сборная Венесуэлы
26 ноября 2007 года Федерация футбола Венесуэлы объявила об уходе Ричарда Паэса с поста тренера сборной Венесуэлы. Санвисенте был фаворитом на пост тренера сборной по версии болельщиков и прессы. Но после нескольких недель переговоров с ним и другими тренерами Федерация футбола Венесуэлы выбрала Сесара Фариаса на замену Паэсу.
После того как в 2013 году Фарьяс объявил о своей отставке с поста тренера, пресса и фанаты снова начали просить назначить Санвисенте. Федерация не могла выбрать нового тренера 8 месяцев, пока не было объявлено, что Ноэль Санвисенте утверждён в качестве тренера сборной по футболу.

## Достижения
В качестве игрока
- Чемпионат Венесуэлы (6): 1986/87, 1987/88, 1989/90, 1992/93, 1994/95, 1995/96

В качестве тренера
- Чемпионат Венесуэлы (8): 2002/03, 2003/04, 2005/06, 2006/07, 2008/09, 2012/13, 2013/14, 2019
- Кубок Венесуэлы: 2009